# أيمالينا توريني
أيمالينا تورينى دافيوسودت (ولدت 16 مايو 1977 ، كوبافوغور، أيسلندا)، وهي مغنية أيسلندية. وقد عرفت أيمالينا من خلال ألبوم الحب في زمن العلم الذي اخرجه بيتر جاكسون ملك الخواتم، وزادت شهرتها بأغنية كونان التي وضعت في نهاية[ ؟ ] الفيلم.

## السنواتالأولى
ولدت تورينى في مدينة كوبافوغور بأيسلندا لأب إيطالي، وأم أيسلندية.وعندما كانت في عمر السابعة شاركت كمساهمة في جوقة[ ؟ ] ، وفي عمر الخامسة عشر عندما دخلت إلى المدرسة استمرت بالذهاب إلى الدورس بالأوبرا بالجوقة. وبحلول عامها السابع عشر، وفي عام 1994 فقد شاركت بأغنية (انا على قيد[ ؟ ] الحياة، بالأيسلندية: Söngkeppni framhaldsskólanna)، في المسابقة التي نظمت بين مختلف الكليات في اسكتلندا، وحصلت بها على المركز الأول في عموم البلاد.

## عملها الموسيقى
في الفترة من 1994-1996 فقد أصدر لتورينى 3 ألبومات غنائية وهما جروشى، ديوى، لا مع فرقة[ ؟ ] موسيقية تحمل نفس الاسم.وفي عام 1999 أصبحت عضوة بمجموعة[ ؟ ] الدموع من اجل الخوف، وفي نفس الوقت فقد عملت مع المنتج الموسيقى رولاند أورزبال، واكتسبت شهرة كبيرة ودولية بألبوم الحب في زمن العلم. وكانت من انجح الأغاني في هذا الألبوم، والتي اتخذت من اجل ان تكون في نهاية[ ؟ ] فيلم مجنون/جميل هي أغنية (لكى تكون حرا). وايضا اتخذت أغنية سامربريز التي كتبها مارك أبيس من اجل مسلسل[ ؟ ] مصاصى الدماء لبافى ذو الجودة العالية[ ؟ ]. وكتب أورزبال اغنيتين لها في هذا الألبوم. اللورد بيتر جاكسون بفيلم الخواتم: فقد اختار أغنية تورينى لوضعها في الفيلم وهي أغنية (كونان)، وذلك بدلا من مطربة ثانية تحمل برج[ ؟ ] الحمل وأسلندية الجنسية.
وفي عام 2005 فقد صدر ألبومها الثاني امرأة الصيادين، وقد جهزت هذا الألبوم كذكرى لروح أخيها الذي فقد حياته في حادثة سير في مطلع العشرينيات. وكانت من ضمن الأغاني التي تتكلم عن هذا الحدث (الطريق المشمس)،(الأزمات القلبية).
وفي عام 2006 رشحت أيمالينا تورينى على الفوز ب 4 فئات مختلفة من الجوائز الموسيقى بأيسلندا، وكانت هذه الجوائز هي: أفضل ألبوم بوب في هذا العام، أغنية العام (الطريق المشمس)، أفضل مغنية لهذا العام، أفضل فيديو كليب بالعام عن أغنية (فيديو كليب لأغنية الطريق المشمس التي ألفها على تايلور في شركة شربات). وبخلاف مطربة العام فقد حصلت على الثلاث جوائز الأخرى.
وأصدرت الألبوم الأخير لها (انا وأرمنى) في 8 سبتمبر 2008 ، ولكنه انتشر في الولايات المتحدة الأمريكية في 9 سبتمبر.وقد ذيعت العديد من الأغاني في التلفزيون. وقد ظهرت بعض الأغاني في غريز أناتومى، وهذه الأغاني كانت (المصلى الشحاذ، يونيو 2007 ، ولكنها كانت نسخة تجريبية[ ؟ ]).وقد ظهرت أغنية الطريق المشمس في الحلقة الواحدة والعشرون من الجزء الثاني من هيل الشجرة[ ؟ ] الواحدة.

## أعمالها
عينت بعد ذلك في فرقة[ ؟ ] الموسيقى الايسلندية، وقامت بغناء بعض 	الأغاني الأكثر شهرة في المجموعة عام 1997. ومن أشهر الأغاني التي قامت فيها بالأداء[ ؟ ] الحى كانت أغنية (لماذا).وقد جهزت بعدها أغنية (شخص ما) الموجودة بألبوم لغة الجسد الذي ظهر في 2003 لمونجى، وأغنية (بطئ/سلو) لكايلى منوجى. وقامت بعدها بغناء أغنية (بطئ/سلو) مع دان كارى ووضع صورة للأغنية. وبهذا العمل الثنائي رشحت لجائزة أفضل راقصة موسيقية التابعة لجوائز جرامى في 2005.
وقبل ذلك فقد استمرت بالغناء بشركة الصوصية في عام 2002، ولكن قام بعدها أغنى رجل في بابيلون [الإنجليزية] بعمل بعض الأصوات للأغاني. وايضا شاركت بالصوت في أغنية أرفع يدك الموجودة بألبوم بونكا لبول اوكينفولد في عام 2002.وقد قدمت جولة موسيقية مع ترونى، موبى، ستينغ، ترافيس، تريكى، آدم.واخيرا قامت بعمل غلاف للأغنية المشهورة الأرنب الأبيض لسوكر بانش.

## سيرتها الذاتية

### الألبومات
-1994 سبون (فق في ايسلندا)

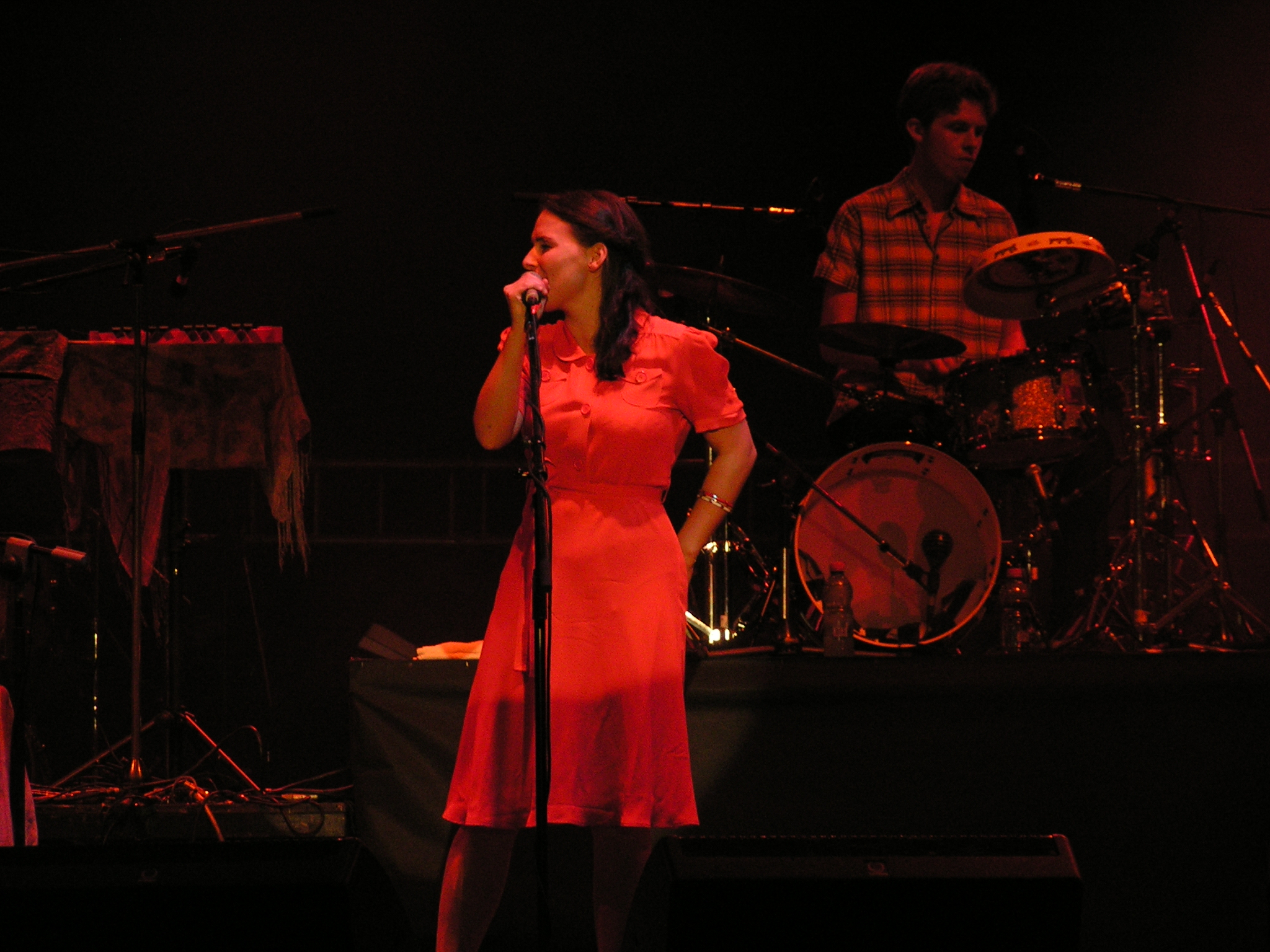
ألبوم سيدة الصيادين ، هيفا ، إسرائيل ، 28 يونيو 2005

-1995 أين يوجد كروشى (فقط في أيسلندا)
-1996 ميرمان (فقط في أيسلندا)
-1999 الحب في زمن العلم
-2000 التحف (ألبوم الترويجية)
-2005 امرأة الصيادين
-2008 انا وأرمنى
-2010 التحف (28 أغنية)
-2013 توكاه

### الأغانى المفردة
-1999 : (العاطلين عن العمل[ ؟ ] في الصيف)
-1999 : (الأشياء المميتة)
-1999 : (كن حرا)
-1999: (الطفل الأزرق)
-2000: (سهل)
-2004: (حافظ الحياة)
-2005: (الطريق المشمس)
-2005 : (الأزمة القلبية)
-2008: (انا وأرمنى)
-2008 : (طبل الغابة)
-2013 : (سرعة الظلام)

### الأعمال التي شغلتها
-1995 : (الغناء من أجل الأطفال، صوتى) (فالجكونان، الحزب)
-1995 : (التلاشى، غناء، المجلد الخامس عشر)
-1996: (7 أيام، صوتى) (الإيقاع البطئ، فوسكيو)
-1996: (اللعوب، صوتى) (الإيقاع البطئ)
-1997: (المطلوب من أجل الحب) (صوتى) (يوهان جانسون، السؤال عن الحب)
-1997: (الاسم الخاص بك؟) (صوتى) (جوسجوس، بوليدستوريتون)
-1997 : (لماذا؟) (صوتى) (جوسجوس، بوليدستوريتون)
-1999: (الخروج، صوتى) (القاع، مرحبا-كامب مقابلة لوفى)
-2000 : (السماء تعلم، صوتى) (لوكس، نتمنى لكم رحلة سعيدة)
-2001 : (101 ريكيافيك الموضوع) (أيمالينا تورينى ريمكس، بدون صوت) (101 ريكيافيك تسجيل صوتى)
-2002: (بالتأكيد لا جدوى من أي شئ بعد الآن، صوتى) (شيبجولو، خيول مثيرة)
-2002: (امسك يدك، صوتى) (بول أوكانفولد، بونكا)
-2002: (سقوط ويبلز، صوتى) (سلوفو، نومو)
-2002: (ستعمل السماء على حرق عينيك، صوتى) (مؤسسة الصوصية، أغنى رجل في بابيلون[ ؟ ])
-2002 : (حتى الصباح[ ؟ ] ، صوتى) (مؤسسة الصوصية، اغنى رجل في بابليون)
-2002 : (أغنية كونان، صوتى) (ملك الخواتم، تسجيل صوتى، البرجين)
-2003: (بطئ، كتباته كانت مشتركة) (كايلى مينوغ، لغة الجسد)
-2003 : (شخص ما، كتباتها كانت مشتركة) (كايلى مينوغ، لغة الجسد)
-2003: (الروح على النار[ ؟ ] ، كتابتها كانت مشتركة) (كايلى مينوغ، بطيئة)
-2005: (التفكير بصوت عالي) (مع سنيكر بمبيز، لوريتا يونغ، خط الطيران)

### أعمال التغطية
-1994: (فرانك ميلز) (شعر)
-1996 : (كاندى مان) (معدل)
-1996 : (لاى دوان، الحجر[ ؟ ] الحر، ميلانى أصيل، شموع تحت المطر، غطاء[ ؟ ] الأغنية)
-1996 : (روبى تيوزداى) (الحجر الحر، غطاء رولينج ستونز)
-1996: (الأرنب الأبيض) (الحجر[ ؟ ] الحر، جيفرسون طائرة تغطية)
-1996 : (أصوات الصمت) (الحجر الحر، سيمون وغارفانكيل، غطاء أصوات الصمت)
-1997: (السماء تعلم) (فاميلو، جنبا إلى جنب مع بيورن ويوران)
-1997: (لو أي تى) (فاميلو)
-1997 : (ليجوبل) (فاميلو، جنبا إلى جنب مع كندا)
-1997 : (لؤلؤ والخنازير) (الرهان)
-1997 : (اثنين من النجوم[ ؟ ]) (مجاسرلوج)
-2002 : (إذ ذهبت بعيدا، أصوات القرع)
-2002: (سمر بريز، غطاء[ ؟ ] وقت متأخر صالة كافية أبيس)

## روابط خارجية
- أيمالينا توريني على موقع IMDb (الإنجليزية)
- أيمالينا توريني على موقع ميوزك برينز (الإنجليزية)
- أيمالينا توريني على موقع أول ميوزيك (الإنجليزية)
- أيمالينا توريني على موقع ديسكوغز (الإنجليزية)